# Pegesimallus irwini
Pegesimallus irwini is een vliegensoort uit de familie van de roofvliegen (Asilidae). De wetenschappelijke naam van de soort is voor het eerst geldig gepubliceerd in 1980 door Londt.